# 상피 성장인자 수용체
상피 성장인자 수용체(上皮成長因子受容體, 영어: epidermal growth factor receptor, EGFR ; ErbB-1 ; 인간의 HER1)는 세포외 단백질 리간드의 상피 성장인자 계열(EGF 계열) 구성원에 대한 수용체인 막횡단 단백질이다.
상피 성장인자 수용체는 EGFR(ErbB-1), HER2/neu (ErbB-2), Her 3 (ErbB-3) 및 Her와 같이 밀접하게 관련된 4개의 수용체 티로신 키네이스의 서브패밀리인 ErbB 수용체 계열의 구성원이다. 4 (ErbB-4). 많은 암 유형에서 EGFR 발현이나 활성에 영향을 미치는 돌연변이로 인해 암이 발생할 수 있다.
상피 성장인자와 그 수용체는 밴더빌트 대학의 스탠리 코헨에 의해 발견되었다. 코헨은 성장인자 발견으로 리타 레비몬탈치니와 함께 1986년 노벨 생리학·의학상을 공동 수상했다.
EGFR 및 기타 수용체 티로신 키네이스의 신호 결핍은 알츠하이머병과 같은 질병과 관련이 있는 반면, 과발현은 다양한 종양의 발생과 관련이 있다. 수용체의 세포외 도메인에서 EGFR 결합 부위를 차단하거나 세포내 티로신 키네이스의 활성을 억제함으로써 EGFR 신호전달을 중단하면 EGFR 발현 종양의 성장을 예방하고 환자의 상태를 개선할 수 있다.

## 기능
상피 성장인자 수용체(EGFR)는 상피 성장인자 및 전환 성장인자 알파 (TGF-α)를 포함한 특정 리간드의 결합에 의해 활성화되는 막관통 단백질이다. ErbB2는 직접적인 활성화 리간드가 알려져 있지 않으며, 구성적으로 활성화된 상태일 수도 있고, EGFR과 같은 다른 계열 구성원과의 이종이량체화 시 활성이 될 수도 있다. 성장인자 리간드에 의해 활성화되면 EGFR은 비활성 단량체 형태에서 활성 동종이합체로 전환된다. 미리 형성된 비활성 이량체도 리간드 결합 전에 존재할 수 있다는 증거가 있다. 리간드 결합 후 동종이량체를 형성하는 것 외에도 EGFR은 ErbB2/Her2/neu 와 같은 ErbB 수용체 계열의 다른 구성원과 쌍을 이루어 활성화된 이종이합체를 생성할 수 있다. 또한 활성화된 EGFR 클러스터가 형성된다는 증거도 있지만, 이 클러스터링이 활성화 자체에 중요한지 아니면 개별 이량체의 활성화 이후에 발생하는지 여부는 불분명하다.
EGFR 이량체화는 고유의 세포내 단백질-티로신 키네이스 활성을 자극한다. 그 결과, EGFR의 C-말단 도메인에 있는 여러 티로신(Y) 잔기의 자가인산화가 발생한다. 여기에는 옆 다이어그램에 표시된 대로 Y992, Y1045, Y1068, Y1148 및 Y1173이 포함된다. 이 자가인산화는 자신의 포스포티로신 결합 SH2 도메인을 통해 인산화된 티로신과 결합하는 여러 다른 단백질에 의한 하류 활성화 및 신호 전달을 유도한다. 이러한 하류 신호전달 단백질은 주로 MAPK, Akt 및 JNK 경로와 같은 여러 신호전달 계통을 시작하여 DNA 합성 및 세포 증식을 유도한다. 이러한 단백질은 세포 이동, 부착 및 증식과 같은 표현형을 조절한다. 수용체의 활성화는 인간 피부의 선천적 면역 반응에 중요하다. 또한, EGFR의 키네이스 도메인은 응집된 다른 수용체의 티로신 잔기를 교차-인산화하여 스스로 활성화할 수 있다.

## 생물학적 역할
EGFR은 유선의 관 발달에 필수적이며, 암피레귤린, TGF-α 및 헤레굴린과 같은 EGFR의 작용제는 에스트로겐과 프로게스테론이 없는 경우에도 관 및 소엽 폐포 발달을 모두 유도한다.

## 인간 질병에서의 역할
EGFR 과발현(상향조절 또는 증폭으로 알려짐)을 초래하는 돌연변이는 두경부암 (80~100%), 폐 선암종(사례의 40%), 항문암, 교모세포종(50%)을 비롯한 여러 암과 관련이 있다. EGFR과 관련된 이러한 체세포 돌연변이는 지속적인 활성화를 유도하여 제어되지 않는 세포 분열을 일으킨다. 교모세포종에서는 EGFRvIII이라고 불리는 EGFR의 특정 돌연변이가 종종 관찰된다. EGFR 또는 패밀리 구성원의 돌연변이, 증폭 또는 잘못된 조절은 모든 상피암의 약 30%와 관련이 있다.
비정상적인 EGFR 신호전달은 건선, 습진 및 죽상동맥경화증과 관련되어 있다. 그러나 이러한 조건에서 정확한 역할은 잘 정의되어 있지 않다.
다기관 상피 염증을 보이는 한 명의 어린이에게서 EGFR 유전자의 동형접합 기능 상실 돌연변이가 발견되었다. EGFR 돌연변이의 병원성은 시험관 내 실험과 피부 생검의 기능 분석을 통해 뒷받침되었다. 그의 심각한 표현형은 EGFR 기능에 대한 이전의 많은 연구 결과를 반영한다. 그의 임상 특징에는 구진농포성 발진, 건조한 피부, 만성 설사, 모발 성장 이상, 호흡 곤란 및 전해질 불균형이 포함되었다.
EGFR은 TGF-베타1 의존성 섬유아세포에서 근섬유아세포로의 분화에 중요한 역할을 하는 것으로 나타났다. 조직 내 근섬유아세포의 비정상적인 지속은 진행성 조직 섬유화, 조직 또는 기관 기능 손상(예: 피부 비대성 또는 켈로이드 흉터, 간경화, 심근 섬유증, 만성 신장 질환)으로 이어질 수 있다.

## 의학적 활용
EGFR이 종양유전자로 확인됨에 따라 EGFR("EGFR 억제제", EGFRi라고 함)에 대한 항암 치료법이 개발되었다. 폐암의 경우, 대장암의 경우 세툭시맙(cetuximab)이다.
많은 치료 접근법은 EGFR을 목표로 한다. 세툭시맙(Cetuximab)과 파니투무맙(panitumumab)은 단일클론 항체 억제제의 예이다. 그러나 전자는 IgG1 유형이고 후자는 IgG2 유형이다. 항체 의존성 세포 독성에 대한 결과는 상당히 다를 수 있다. 임상 개발 중인 다른 단일클론제는 잘루투무맙(zalutumumab), 니모투주맙(nimotuzumab), 마투주맙(matuzumab)이다. 단일클론 항체는 세포외 리간드 결합 도메인을 차단한다. 결합 부위가 차단되면 신호 분자가 더 이상 거기에 부착되지 않고 티로신 키네이스를 활성화할 수 없다.
또 다른 방법은 작은 분자를 사용하여 수용체의 세포질 쪽에 있는 EGFR 티로신 키네이스를 억제하는 것이다. 키네이스 활성이 없으면 EGFR은 자체적으로 활성화할 수 없으며 이는 단백질 결합의 전제 조건이다. 표면적으로는 성장을 위해 이 경로에 의존하는 세포에서 신호전달 계통을 중단함으로써 종양 증식 및 이동이 감소된다.

## 같이 보기
- 상피 성장인자